# Марголин, Сергей Павлович
Серге́й Па́влович Марго́лин (1853 — 23 июля 1906, Нейснар, Германия) — русский адвокат, присяжный поверенный.

## Биография
Родился в семье учёного-гебраиста, цензора по еврейской и восточной литературе, надворного советника Павла Васильевича Марголина (1830 — 21 июня 1889), крещёного еврея. П. В. Марголин, среди прочего, автор книги «Три еврейских путешественника» (1881), содержащей первые переводы с иврита на русский язык сочинений средневековых путешественников Эльдада Данита, Вениамина Тудельского и Петахии Регенсбургского, с собственными комментариями.
Выпускник Санкт-Петербургского университета. По окончании университета прослушал полный курс Военно-юридической академии.
С 1879 по 1881 год состоял кандидатом на военно-судебные должности и участвовал в качестве защитника в некоторых судебных процессах. В 1882 году перешёл в общую адвокатуру. Числился в составе Одесского совета присяжных поверенных. Выступая на громких процессах в Петербурге и провинции, завоевал широкую популярность. К концу жизни стал одним из ведущих защитников по уголовным делам.
К известным делам с его участием относятся: дело о Макшееве (интендантские злоупотребления), дело Мироновича (убийство Сарры Беккер), процесс гельсингфорских инженеров, дело «Чёрной банды», дело Юлиана Геккера (убийство), дело Краевской и Ведерникова (поджог), дело Е. А. Шабельской (подлог векселей) и многие другие. В последние годы жизни почти ни один громкий уголовный процесс не обходился без его участия. По отзывам коллег, Марголин умел поставить дело так, что каждый его процесс становился сенсационным. Он охотно брался за дела с политической окраской, такие как дело Н. Г. Шебуева (о журнале «Пулемёт»). В последние месяцы жизни Марголин защищал бывшего священника Георгия Гапона и адмирала Н. И. Небогатова, обвинявшегося в сдаче японцам тихоокеанской эскадры.
Помимо уголовных, Марголин успешно вёл и гражданские дела, и в технике их ведения мог соперничать с выдающимися цивилистами своего времени. К числу наиболее интересных гражданских дел Марголина относили: дело об оспаривании миллионного наследства Борошкова, братьев Шобер (160 тыс.), фирмы Сиэтос и Блокк с казной (200 тыс.), Мемморта с тульским банком об убытках в 30 тыс. рублей, Коссаковского с наследниками Полякова (70 тыс. рублей), акционеров Тквибульских копей с казной, акционеров Александровского сталелитейного завода с бывшим составом правления и другие.
Смерть
Адвокат скончался 23 июля 1906 года в городе Нейснаре (Пруссия) при невыясненных обстоятельствах. Смерть наступила внезапно. Марголин сел писать письмо адмиралу Небогатову и внезапно упал; когда к нему подбежали, он был уже мёртв. По свидетельству коллег, адвокат страдал атеросклерозом и давно готовился к смерти. Однако вскрытие тела не производилось, а в Петербурге ходили упорные слухи, что он отравлен лицами, заинтересованными в деле Гапона. Незадолго до выезда за границу Марголин сообщил знакомым о своём намерении огласить всё известное ему по делу об убийстве Гапона. Покойный был уверен, что дело это вполне раскрыто, но суд никогда не состоится, так как может скомпрометировать влиятельных лиц. По некоторым данным, Марголин вывез за границу документы, отданные ему на хранение Гапоном и содержавшие разоблачения высокопоставленных чиновников. После смерти адвоката эти документы исчезли.
Марголин был похоронен 31 июля 1906 года на православном Смоленском кладбище в Петербурге. На отпевание собралось множество людей: бывшие клиенты покойного, представители адвокатуры, судебного ведомства, журналистики, театрального, фабричного и промышленного мира. После погребения над могилой произнесли речи коллеги покойного — присяжные поверенные Ф. Н. Зейлигер, К. Л. Гильдебрандт и И. Г. Гальперштейн. На похоронах присутствовала 80-летняя мать Марголина.

## Отзыв сослуживца
Присяжный поверенный Ф. Н. Зейлигер оставил такую характеристику Марголина:
«Марголин не был большим юристом, так как он не был широко образованный человек. Но он был первоклассным адвокатом, адвокатом, видящим перед собою только одну цель — спасение обвиняемого. И во имя этого спасения Марголин не останавливался ни перед чем. Это был истый адвокат. Марголин любил обвиняемого. Кого бы он ни защищал, невольного убийцу или пойманного по десятой краже карманного воришку, миллионера, готового отдать за оправдание многое, или клиента по назначению суда — это было безразлично: он любил всех своих клиентов, любил потому, что видел в них людей несчастных, обездоленных. И эта любовь охватывала его, когда он внимательно вёл судебное следствие, когда он вкрадчиво и систематически допрашивал свидетелей, когда он своим бархатным баритоном произносил свои блестящие речи».